# Rhodoneura werneburgalis
Rhodoneura werneburgalis is een vlinder uit de familie venstervlekjes (Thyrididae). De wetenschappelijke naam van deze soort werd voor het eerst geldig gepubliceerd in 1870 door Wilhelm Moritz Keferstein.
De soort komt voor in tropisch Afrika.